# Cortiella lamondiana
Cortiella lamondiana är en flockblommig växtart som beskrevs av Fullarton och M.F.Watson. Cortiella lamondiana ingår i släktet Cortiella och familjen flockblommiga växter. Inga underarter finns listade i Catalogue of Life.